# Курово (Андреапольский район)
Курово — деревня в Андреапольском районе Тверской области. Входит в состав Андреапольского сельского поселения.

## История
В 1989 году в Курово проживало 306 человек. По состоянию на 1992 год в деревне имелся клуб и магазин. 

## География
Деревня расположена примерно в 1 километре к северу от города Андреаполь. Восточнее деревни протекает Западная Двина.

### Часовой пояс
Деревня Курово, как и вся Тверская область находится в часовой зоне МСК (московское время). Смещение применяемого времени относительно UTC составляет +3:00.

## Население
| 2002 | 2010 |
| ---- | ---- |
| 278  | ↘246 |

## Улицы
В деревне пять улиц:
- Береговая улица

- Средний переулок
- Зеленая улица
- Средняя улица
- Береговой переулок

## Достопримечательности
- В деревне поставлен памятник советским воинам, погибшим при обороне Андреаполя в сентябре — октябре 1941 года и умерших от ран в местном госпитале в 1942 году[2][5].